# Boem
Boem označava osobu koja prakticira nekonvencionalni životni stil, koji se svojim ponašanjem namjerno suprotstavlja uvriježenim moralnim i kulturnim normama ili očekivanjima šire zajednice. Boemi najčešće žive u društvu slično orijentiranih osoba, a njihov način života naziva se boemstvo ili boemština.

## Uže značenje
U užem smislu se pod boemima podrazumijevaju književnici, umjetnici ili glazbenici koji se iz raznih razloga odbijaju prihvatiti norme tzv. društvene matice. Boemština se obično odražava pustolovnim i nomadskim načinom života – boemi preferiraju slobodnu ljubav u odnosu na brak; povremena i honorarna u odnosu na stalna zaposlenja; seljenje iz grada u grad umjesto stalne rezidencije ili jednostavni život i sl.

## Etimologija
Izraz je nastao od francuske riječi bohème kojom su se opisivali nomadski Romi podrijetlom iz Češke odnosno Bohemije.

## Boemske četvrti
Boemi se obično okupljaju u boemskim četvrtima velikih gradova. Kao primjeri navode se Montmartre i Montparnasse u Parizu, Greenwich Village u New Yorku, Užupis u Vilniusu.

## Boemi u umjetnosti
- Boemi, opera Giacoma Pucchinija
- Boemi, roman Henrija Murgera (Anri Mirže) izdan u Zagrebu 1955. (naslov originala: Scènes de la vie de bohème)
- Boem u duši, album hrvatskog pjevača Dražena Zečića iz 1995. godine

## Vanjske poveznice
- Bohemianism and Counter-Culture  Arhivirana inačica izvorne stranice od 10. studenoga 2010. (Wayback Machine)